# Parafia św. Maksymiliana Marii Kolbego w Brudzicach
Parafia św. Maksymiliana Marii Kolbego w Brudzicach – parafia rzymskokatolicka, znajdująca się w archidiecezji częstochowskiej, w dekanacie Sulmierzyce, erygowana w 1989 roku.

## Powstawanie parafii
W latach 1981–1989 staraniem księdza Mirosława Przybyłowicza, proboszcza parafii w Lgocie Wielkiej, do której Brudzice wówczas należały, został pobudowany kościół, który początkowo miał pełnić funkcję punktu filialnego. Został on poświęcony 24 marca 1988 przez biskupa Stanisława Nowaka. Kamień węgielny został poświęcony przez Jana Pawła II podczas wizyty na Jasnej Górze. Parafię erygował biskup Stanisław Nowak 18 czerwca 1989 roku wyłączając jej teren z parafii Lgota Wielka. 